# It's All Over Now
It's All Over Now is een liedje, geschreven door Bobby Womack en diens schoonzus Shirley Womack. Het werd eerst uitgebracht in 1964 door The Valentinos, de groep waarvan Bobby Womack deel uitmaakte, en was een bescheiden hitje (94 in de Billboard Hot 100). The Rolling Stones hadden hun eerste nummer 1-hit met dit nummer in het Verenigd Koninkrijk en Nederland.

## The Rolling Stones
It's All Over Now is een single van de Engelse band The Rolling Stones.
Tijdens de eerste tournee van de Rolling Stones door de Verenigde Staten in juni 1964 maakte de New Yorkse diskjockey Murray the K de groep attent op het nummer van The Valentinos. De Stones waren gelijk enthousiast en vonden het in hun eigen repertoire passen. Op 10 juni namen ze het nummer op in de Chess Studios in Chicago. Het kostte de manager van Bobby Womack nogal wat moeite om diens toestemming te krijgen voor de opname van het nummer door de Stones, maar toen Womack later zijn royalty-afrekening kreeg, vertelde hij zijn manager dat de Stones elk nummer van hem mochten opnemen dat ze maar wilden.
De bezetting bij de opname was:
- Mick Jagger, zang, slaginstrumenten
- Keith Richards, sologitaar, achtergrondzang
- Brian Jones, slaggitaar, achtergrondzang
- Bill Wyman, basgitaar
- Charlie Watts, drums

De plaat haalde de eerste plaats in de UK Singles Chart en was de eerste plaat van de groep die zo ver kwam. Ook in Nederland was It's All Over Now de eerste nummer 1-hit. In de Verenigde Staten kwam de plaat tot nummer 26 in de Billboard Hot 100.
Het nummer staat op de albums 12 x 5, Voodoo Lounge Live, Big Hits (High Tide and Green Grass), Stone Age, More Hot Rocks (Big Hits & Fazed Cookies), Rolled Gold: The Very Best of The Rolling Stones, Singles Collection: The London Years, Forty Licks en GRRR!, en op de cd-box Singles 1963-1965.

### Tracklist

#### 7" Single
Decca 15 024 [nl] (22/06/1964)
1. It's All Over Now – 3:27
2. Good Times, Bad Times – 2:32

Decca F.11934 [vk] (26/06/1964)
1. It's All Over Now – 3:27
2. Good Times, Bad Times – 2:32

London 9687 [vs] (25/07/1964)
1. It's All Over Now – 3:27
2. Good Times, Bad Times – 2:32

Decca DL 25 144 [de] (25/07/1964)
1. It's All Over Now – 3:27
2. Tell Me (You're Coming Back) – 3:47

London 882 134-7 [de] (heruitgave 1989)
1. It's All Over Now – 3:27
2. Tell Me (You're Coming Back) – 3:47

### Hitnotering
| It's All Over Now          | It's All Over Now     | It's All Over Now | It's All Over Now | It's All Over Now | It's All Over Now | It's All Over Now | It's All Over Now | It's All Over Now | It's All Over Now | It's All Over Now | It's All Over Now | It's All Over Now | It's All Over Now | It's All Over Now | It's All Over Now | It's All Over Now | It's All Over Now | It's All Over Now |
| Hitlijst                   | Datum van binnenkomst | Week:             | 1                 | 2                 | 3                 | 4                 | 5                 | 6                 | 7                 | 8                 | 9                 | 10                | 11                | 12                | 13                | 14                | 15                |                   |
| -------------------------- | --------------------- | ----------------- | ----------------- | ----------------- | ----------------- | ----------------- | ----------------- | ----------------- | ----------------- | ----------------- | ----------------- | ----------------- | ----------------- | ----------------- | ----------------- | ----------------- | ----------------- | ----------------- |
| Tijd Voor Teenagers Top 10 | 18-7-1964             | Positie:          | 10                | 3                 | 2                 | 2                 | 2                 | 2                 | 1                 | 1                 | 1                 | 2                 | 2                 | 3                 | 4                 | 4                 | 8                 | uit               |

#### NPO Radio 2 Top 2000
| Nummer met noteringen in de NPO Radio 2 Top 2000 | '99 | '00 | '01 | '02 | '03 | '04 | '05 | '06 | '07 | '08 | '09 | '10 | '11 | '12  | '13  | '14  | '15  | '16  | '17  | '18  | '19  | '20  |
| ------------------------------------------------ | --- | --- | --- | --- | --- | --- | --- | --- | --- | --- | --- | --- | --- | ---- | ---- | ---- | ---- | ---- | ---- | ---- | ---- | ---- |
| It's All Over Now                                | 414 | 480 | 473 | 390 | 395 | 548 | 527 | 450 | 632 | 498 | 704 | 772 | 903 | 1065 | 1181 | 1325 | 1451 | 1549 | 1552 | 1935 | 1916 | 1885 |

1. ↑  Een vetgedrukt getal geeft de hoogste notering aan.
2. ↑  Deze tabel is bijgewerkt tot en met de laatste editie (2024).

#### Evergreen Top 1000
| It's All Over Now in de Evergreen Top 1000 | It's All Over Now in de Evergreen Top 1000 | It's All Over Now in de Evergreen Top 1000 | It's All Over Now in de Evergreen Top 1000 | It's All Over Now in de Evergreen Top 1000 | It's All Over Now in de Evergreen Top 1000 | It's All Over Now in de Evergreen Top 1000 | It's All Over Now in de Evergreen Top 1000 | It's All Over Now in de Evergreen Top 1000 | It's All Over Now in de Evergreen Top 1000 | It's All Over Now in de Evergreen Top 1000 | It's All Over Now in de Evergreen Top 1000 | It's All Over Now in de Evergreen Top 1000 | It's All Over Now in de Evergreen Top 1000 | It's All Over Now in de Evergreen Top 1000 | It's All Over Now in de Evergreen Top 1000 | It's All Over Now in de Evergreen Top 1000 |
| Jaar                                       | 2008                                       | 2009                                       | 2010                                       | 2011                                       | 2012                                       | 2013                                       | 2014                                       | 2015                                       | 2016                                       | 2017                                       | 2018                                       | 2019                                       | 2020                                       | 2021                                       | 2022                                       | 2023                                       |
| ------------------------------------------ | ------------------------------------------ | ------------------------------------------ | ------------------------------------------ | ------------------------------------------ | ------------------------------------------ | ------------------------------------------ | ------------------------------------------ | ------------------------------------------ | ------------------------------------------ | ------------------------------------------ | ------------------------------------------ | ------------------------------------------ | ------------------------------------------ | ------------------------------------------ | ------------------------------------------ | ------------------------------------------ |
| Positie                                    | –                                          | –                                          | –                                          | –                                          | –                                          | –                                          | –                                          | 57                                         | 69                                         | 114                                        | 212                                        | 169                                        | 166                                        | 224                                        | 238                                        | 308                                        |

## Andere versies
Het nummer is onder andere ook opgenomen door:
- Johnny Rivers op zijn album In Action uit 1964.
- Waylon Jennings op zijn album The One and Only uit 1967.
- The Bintangs op hun album Blues on the Ceiling uit 1969.
- Rod Stewart op zijn album Gasoline Alley uit 1970.
- AC/DC speelde het nummer live in zijn begintijd, 1974. Er bestaan bootlegs van.
- Ry Cooder op zijn album Paradise and Lunch uit 1974.
- Johnny Winter op het album Captured Live! uit 1976.
- De Deense band Mabel op het album Another Fine Mess! uit 1977.
- De band Molly Hatchet op het album Flirtin' with Disaster uit 1979.
- Nils Lofgren op het album Wonderland uit 1983.
- Feargal Sharkey op zijn debuutalbum Feargal Sharkey uit 1985.
- Drie verschillende liveversies staan op de cd-box Spring 1990 van Grateful Dead, die 18 cd's telt met zes complete concerten uit 1990.
- Social Distortion nam het nummer op in 1990, maar het is alleen als bonustrack opgenomen op de Japanse editie van hun album Social Distortion.
- Charles et les Lulus op het album Charles et les Lulus uit 1991.
- Arno op het album Give Me the Gift uit 1997.